# 伍希淵
伍希淵（1437年—？），字孟賢，號拙庵，江西吉安府安福縣人，民籍，明朝政治人物。

## 生平
天順三年（1459年）己卯科江西鄉試第八十二名舉人，八年（1464年）中式甲申科會試第四名，二甲第七十二名進士。授刑部主事，升員外郎，出為廣州府知府。弘治二年（1489年）四月升廣東布政使司左參政，升廣西右布政使。

## 家族
曾祖伍綸；祖父伍冕，知縣 贈監察御史；父伍體祥，封刑部員外郎。母劉氏（贈宜人）；繼母劉氏（封宜人）。從弟伍希閔，弟伍希齊。